# Achselfleck-Schweinslippfisch

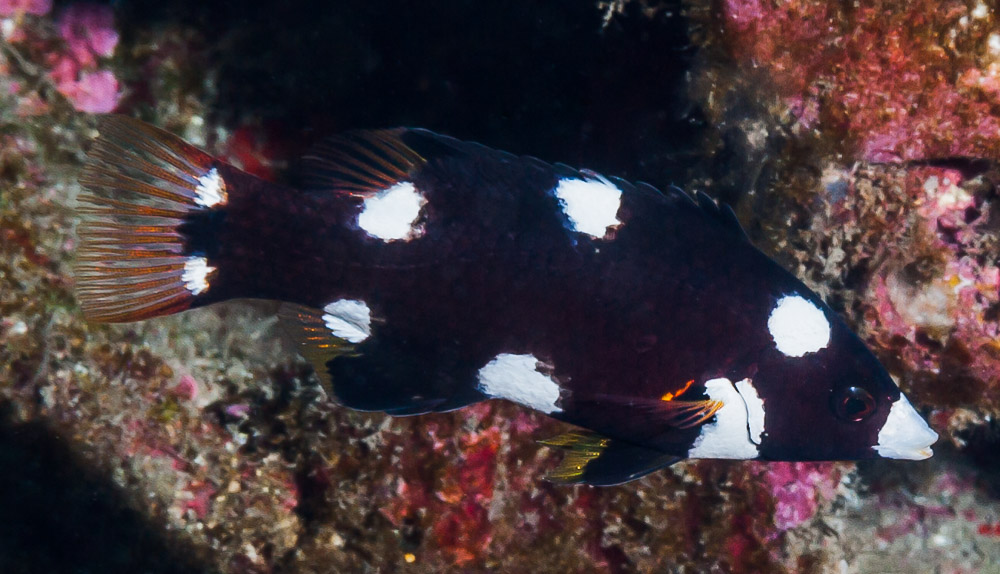
Jungfisch

Der Achselfleck-Schweinslippfisch (Bodianus axillaris) ist eine Fischart aus der Familie der Lippfische (Labridae). Sie kommt im Roten Meer und im tropischen Indopazifik von der Küste Ostafrikas bis zu den Marshallinseln und dem Tuamotu-Archipel vor.

## Merkmale
Der Achselfleck-Schweinslippfisch wird 20 cm lang. Der Rumpf ist seitlich abgeflacht; seine Höhe ist 2,8 bis 3,1 mal in der Standardlänge enthalten. Das Kopfprofil ist gerade, die Schnauze ist spitz mit vorstehenden Kiefern. In jedem Kiefer befinden sich vorne 4 kräftige Eckzähne, von denen die vorderen größer sind als die hinteren. Ein großer, gebogener Zahn befindet sich im hinteren Oberkieferbereich. Der Gaumen ist zahnlos. Die Schwanzflosse ist abgerundet, bei adulten Fischen auch oft leicht eingebuchtet. Die Seitenlinie ist etwas gebogen und durchgehend. Die Körperbeschuppung reicht bis auf die Basen von Rücken- und Afterflosse. Vor der Rückenflosse reicht die Beschuppung bis zu den Augen. Auch die Wangen und die Kiemendeckel sind beschuppt. Der Unterkiefer ist nur weit hinten beschuppt. Ausgewachsene Männchen sind dunkel rotbraun gefärbt und werden nach hinten zunehmend weißlicher. Große schwarze Flecke befinden sich an der Basis der Brustflossen, am Beginn der Rückenflosse und in den hinteren Abschnitten von Rücken- und Afterflosse. Jungfische und Weibchen sind schwarz bis dunkelbraun gefärbt mit je einer Reihe weißer Flecken am Rücken und am Bauch.
Morphometrie:
- Flossenformel: Dorsale XII/10; Anale III/12; Pectorale ii/13–15.
- Schuppenformel: SL 30–32.

## Lebensweise
Der Achselfleck-Schweinslippfisch lebt in Korallenriffen in Tiefen von 2 bis 100 Metern, wobei größere Exemplare vor allem in größeren Tiefen unterhalb von 27 Metern vorkommen. Der Lippfisch ernährt sich vor allem von bodenbewohnenden hartschaligen Wirbellosen, wie Weich- und Krebstieren. Jungfische halten sich oft versteckt im Korallengestein auf und betätigen sich gelegentlich als Putzerfische.